# Maurits de Vries
Maurits de Vries (Utrecht, 14 juni 1935 - Vinkeveen, 13 juli 1986), bijgenaamd Zwarte Joop, was een Nederlandse ondernemer.
De Vries hield zich bezig met sekstheaters en gokken en deed dit voornamelijk op de Amsterdamse Wallen. De Vries gold als de Godfather van de Amsterdamse onderwereld. Hij heeft volgens Bart Middelburg contacten gehad met de Amerikaanse maffia, de groep rond Meyer Lansky die hem financieel steunde en investeerde in zijn Amsterdamse gokpaleis Casa Rosso.
Tijdens de Tweede Wereldoorlog dook De Vries onder in Friesland. Na de oorlog ging hij werken als illegale taxichauffeur in Amsterdam en met het geld dat hij daarmee verdiende opende hij zijn eerste kroeg. Midden jaren zestig ging De Vries op Sicilië wonen, dit naar aanleiding van een ruzie met andere ondernemers. Na terugkomst in Amsterdam opende 'Zwarte Joop' een seksbioscoop. In 1974 ging De Vries samenwerken met een Italiaanse maffiabaas; gezamenlijk zetten zij een illegaal casino op, genaamd Cabala. Rond dezelfde tijd opende De Vries ook Club 26, een casino, nachtclub en sportschool ineen. In 1983 ging De Vries tijdelijk in Zwitserland wonen, op aanraden van zijn advocaat Max Moszkowicz. Hij had namelijk problemen met Justitie en de Belastingdienst.
Op 16 december 1983 werd er door een boze ex-werknemer brand gesticht en liepen Cabala, Club 26 en Casa Rosso ernstige schade op. Daarop besloot De Vries zich terug te trekken uit het vastgoed.